# Дитя рыбы
«Дитя рыбы» (исп. El niño pez) — мелодрама 2009 года режиссёра Лусии Пуэнсо, который она сняла по мотивам своей книги с одноимённым названием. В книге история описывалась глазами собаки главной героини Лалы.

## Сюжет
Айлин с 13 лет живёт и работает служанкой в доме судьи Бронте. Дочь Бронте, Лала, влюбляется в Айлин. Девушки задумывают побег, но у них мало денег. Они продают несколько картин из дома судьи, мечтая купить себе дом на родине Айлин у озера, в Парагвае. Бронте принуждает Айлин к сексу, их видит Лала. Отец решает выгнать Айлин из дома. Узнав это, Лала решает отравиться. Но стакан с отравленным молоком выпивает отец. Лала уходит из дома и отправляется в Парагвай, в родной городок своей любимой. Там она встречает отца Айлин и узнаёт, что тот совершил с дочерью инцест. Ребёнка Айлин утопила в озере, и с тех пор появилась легенда, что в озере живёт «дитя рыбы». В газетах сообщают, что Айлин арестовали по подозрению в убийстве судьи. Лала возвращается обратно. Она хочет взять вину на себя, но Айлин запрещает ей это. Девушек, содержащихся под стражей, по ночам возят к коррумпированному комиссару полиции, где они обслуживают гостей. Лала находит там Айлин, убивает комиссара. Девушки бегут в Парагвай, к своей мечте — дому у озера, где живёт «дитя рыбы».

## Актерский состав
| В ролях        |  | Персонаж                    |
| -------------- |  | --------------------------- |
| Инес Эфрон     |  | Лала                        |
| Мариэла Витале |  | Айлин (Ла Гвайи)            |
| Пеп Мунне      |  | Бронте, отец Лалы           |
| Арнальдо Андр  |  | Сократес Эспина, отец Айлин |
| Диего Веласкес |  | баск                        |
| Карлос Бардем  |  | комиссар Пулидо             |

## Награды
Фильм получил следующие награды:
| Награды                                                  | Награды | Награды                          | Награды                                | Награды                     |
| -------------------------------------------------------- | ------- | -------------------------------- | -------------------------------------- | --------------------------- |
| Фестиваль / Премия                                       | Год     | Награда                          | Категория                              | Победитель                  |
| Academy of Motion Picture Arts and Sciences of Argentina | 2009    | Award of the Argentinean Academy | Best New Actress                       | Мариэла Витале              |
| Clarin Entertainment Awards                              | 2009    | Clarin Award                     | Best New Actress                       | Мариэла Витале              |
| Малагский кинофестиваль                                  | 2009    | «Серебряная биснага»             | Best Cinematography Special Jury Award | Роло Пульпейро Лусия Пуэнсо |